# Кубок володарів кубків ЄГФ (жінки)
Кубок володарів кубків EHF серед жінок (англ. Women's EHF Cup Winners' Cup) — було офіційним змаганням для жіночих гандбольних клубів Європи, які виграли свій національний кубок, і проходило щороку з 1976 по 2016 рік (до 1993 року організовувалось IHF замість EHF). З сезону 2016/2017 років, турнір був об’єднаний з  Кубоком ЄГФ.

## Призери
| 1976–77 | «Берлінер» (Берлін)            | 18–15                                | «Спартак» (Баку)               |
| 1977–78 | «Ференцварош» (Будапешт)       | 18–17                                | «Лейпціг»                      |
| 1978–79 | «Берлінер» (Берлін)            | 40–30 (20–15, 20–15)                 | «Ференцварош» (Будапешт)       |
| 1979–80 | «Іскра» (Партизанське)         | 32–32 (пенальті: 3–2) (16–16, 16–16) | «Локомотіва» (Загреб)          |
| 1980–81 | «Спартакус» (Будапешт)         | 40–34 (18–17, 22–17)                 | «Бане Секуліч» (Сомбор)        |
| 1981–82 | «Осієк»                        | 54–38 (27–21, 27–17)                 | «Спартакус» (Будапешт)         |
| 1982–83 | «Осієк»                        | 46–46 (21–27, 25–19)                 | «Магдебург»                    |
| 1983–84 | «Далма» (Спліт)                | 48–33 (26–15, 22–18)                 | «Готвальдов» (Злін)            |
| 1984–85 | «Будочност» (Подгориця)        | 55–36 (33–18, 22–18)                 | «Друстевник» (Топольники)      |
| 1985–86 | «Раднічкі» (Белград)           | 51–48 (24–25, 27–23)                 | «Енгельскірхен»                |
| 1986–87 | «Кубань» (Краснодар)           | 44–40 (21–17, 23–23)                 | «Берлін»                       |
| 1987–88 | «Кубань» (Краснодар)           | 48–37 (28–17, 20–20)                 | «Вашаш» (Будапешт)             |
| 1988–89 | «Штіінца» (Бакеу)              | 47–44 (25–25, 22–19)                 | «Кубань» (Краснодар)           |
| 1989–90 | «Ростсельмаш» (Ростов-на-Дону) | 45–39 (17–21, 28–18)                 | «Дебрецен»                     |
| 1990–91 | «Раднічкі» (Белград)           | 46–40 (17–21, 28–18)                 | «Спартак» (Київ)               |
| 1991–92 | «Раднічкі» (Белград)           | 45–45 (24–19, 21–26)                 | «Дебрецен»                     |
| 1992–93 | «Гіссен-Люцеллінден»           | 48–43 (23–21, 25–22)                 | «Ростсельмаш» (Ростов-на-Дону) |
| 1993–94 | «Валле» (Бремен)               | 45–44 (21–23, 24–21)                 | «Ференцварош» (Будапешт)       |
| 1994–95 | «Дунауйварош»                  | 49–43 (23–25, 26–18)                 | «Гіссен-Люцеллінден»           |
| 1995–96 | «Гіссен-Люцеллінден»           | 50–41 (28–19, 22–22)                 | «Локомотіва» (Загреб)          |
| 1996–97 | «Істочнік» (Ростов-на-Дону)    | 49–42 (25–18, 24–24)                 | «Лейпціг»                      |
| 1997–98 | «Беккелагетс» (Осло)           | 51–40 (23–23, 28–17)                 | «Локомотіва» (Загреб)          |
| 1998–99 | «Беккелагетс» (Осло)           | 50–35 (26–13, 24–22)                 | «Ферробус Тортахада» (Міслата) |
| 1999–00 | «Мілар Леліана» (Валенсія)     | 62–54 (31–24, 31–30)                 | «Кубань» (Краснодар)           |
| 2000–01 | «Мотор» (Запоріжжя)            | 49–38 (26–20, 23–18)                 | «Нордштранд 2000» (Осло)       |
| 2001–02 | «Лада» Тольятті                | 55–52 (27–32, 28–20)                 | «Олтхім» (Римніку-Вилча)       |
| 2002–03 | Е.С.Б.Ф. «Безансон»            | 47–45 (27–30, 20–15)                 | «Спартак» (Київ)               |
| 2003–04 | «Іскат Бордінг»                | 66–57 (30–35, 36–22)                 | «Хіпо» (Нижня Австрія)         |
| 2004–05 | «Лаврік»                       | 68–53 (31–26, 37–27)                 | «Подравка» (Копривниця)        |
| 2005–06 | «Будочност» (Подгориця)        | 51–48 (25–25, 26–23)                 | «Дьєр»                         |
| 2006–07 | «Олтхім» (Римніку-Вилча)       | 59–53 (30–24, 29–29)                 | «Бясен Еліт» (Тронгейм)        |
| 2007–08 | «Лаврік»                       | 50–40 (25–21, 25–19)                 | «Рулментул» (Брашов)           |
| 2008–09 | ФКК «Хандболд»                 | 47–44 (21–23, 26–21)                 | «Лаврік»                       |
| 2009–10 | «Будочност» (Подгориця)        | 41–36 (23–20, 18–16)                 | КІФ «Колдинг»                  |
| 2010–11 | «Ференцварош» (Будапешт)       | 57–52 (34–29, 23–23)                 | «Мар» (Аліканте)               |
| 2011-12 | «Ференцварош» (Будапешт)       | 62–60 (31–30, 31–30)                 | «Виборг»                       |
| 2012–13 | «Хіпо» (Нижня Австрія)         | 61–43 (30–22, 31–21)                 | «Іссі-Періс Хенд» (Париж)      |
| 2013–14 | «Виборг»                       | 55–45 (31–22, 24–23)                 | «Звєзда» (Звенигород)          |
| 2014–15 | «Мідтьюлланд» (Гернінг)        | 46–42 (22–23, 24–19)                 | «Флюрі Луаре»                  |
| 2015–16 | «Тім Твіс» (Хольстебро)        | 61–52 (31–27, 30–25)                 | «Лада» Тольятті                |

## Див.також
- Ліга чемпіонів ЄГФ (чоловіки)
- Кубок ЄГФ
- Ліга чемпіонів ЄГФ (жінки)
- Кубок виклику ЄГФ (жіночий турнір)
- Жіночий Кубок ЄГФ